# Work-up
Em química, especialmente em síntese orgânica, work-up refere-se a uma série de manipulações necessárias para isolar e purificar o(s) produto(s) de uma reação química. Trata-se de uma "marcha de obtenção" e desenvolvimento de metodologias e dados.
É tratado também como work-up um isolamento e acabamento do produto final pretendido num processo químico.
O work-up é fundamental na transposição da produção de uma substância da escala laboratorial para a escala industrial, no desenvolvimento de processos para a obtenção de um composto químico em grande escala.
Diversos fármacos são extraídos de plantas e seus óleos essenciais, por exemplo, a partir do desenvolvimento de work-up de sua separação e modificação. Um exemplo é a obtenção do verde de 3-organoiltiocitronelal a partir do óleo essencial do capim-limão. O termo é empregado mesmo quando trata-se apenas da separação e purificação de determinado composto químico que pretende-se determinar a estrutura química, o aprimoramento de uma metodologia complexa de síntese, ou a preparação de uma amostra para uma análise específica.